# Wilmar International
Pour les articles homonymes, voir Wilmar.
Wilmar International est une entreprise agroalimentaire de droit singapourien, engagée notamment dans la production et la commercialisation d'huile de palme et de sucre. Il serait le plus grand négociant de sucre et d'huile de palme durant les années 2010.
Wilmar Holdings possède une participation de 29,5 % dans Cosumar, une entreprise marocaine.

## Histoire
En décembre 2006, Wilmar acquiert PPB Oil Palms  pour l'équivalent en action de 2,7 milliards de dollars. Dans le même temps, Wilmar acquiert pour 1,6 milliard des activités de Archer-Daniels-Midland en Chine.
En juillet 2010, Wilmar acquiert Sucrogen à l'entreprise australienne CSR pour 1,5 milliard de dollars,,. En août 2010, Wilmar annonce l'acquisition de PT Jawamanis Rafinasi, entreprise implanté en Indonésie, ainsi que l'entreprise singapourienne Windsor & Brook Trading. 
En 2011, Wilmar acquiert pour 104 millions de dollars PT Duta Sugar, entreprise implanté en Indonésie.
En 2013, Wilmar acquiert 27,5% de Cosumar pour 2,3 milliards de dirhams  marocain soit 263 millions de dollars. En 2014, Wilmar acquiert pour 145 millions de dollars Shree Renuka Sugars, implanté en Inde,, et créée une co-entreprise avec Great Wall Food Stuff, entreprise implanté en Myanmar.

## Actionnariat
En 2017, Archer Daniels Midland (ADM) possède une participation de 24 % dans Wilmar International.

## Controverse
Pour Amnesty International, Wilmar se rend coupable de « violations systématiques des droits humains » dans ses plantations d'Indonésie. L'ONG dénonce la présence d'enfants de moins d'une dizaine d'années dans les plantations qui effectuent un travail physiquement éprouvant et dangereux, des conditions de travail dangereuses en raison de l'absence d’équipements de travail adaptés, des salaires très bas pour les ouvriers et parfois en dessous du salaire minimum, des objectifs de rendement « ridiculement élevés » assortis de sanctions pour ceux qui ne les atteignent pas, et la précarité dans laquelle les travailleurs sont maintenus, sans retraite ni assurance maladie.